# حليقة (عمارة)

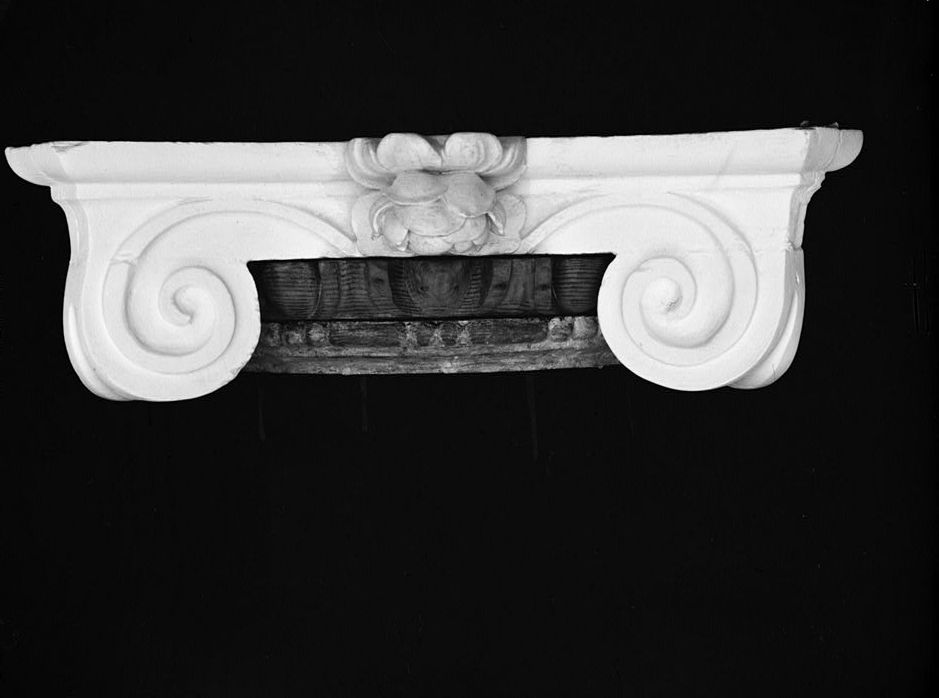
نموذج حليقة غير ملونة بين الحلزونين.

الحُلَيقة هي مكون مربع صغير في تاج العمود الدوري، تحت حلزوني.